# Cheddar (Somerset)
Cheddar is een civil parish in het bestuurlijke gebied Sedgemoor, in het Engelse graafschap Somerset. De plaats telt 5755 inwoners.
In de omgeving van Cheddar werd in 1903 in een grot het skelet gevonden van een man uit het Mesolithicum, ca. 7150 v.Chr. De "Cheddar Man" is het oudste complete skelet dat op het Britse eiland is gevonden.